# Поссибилисты
Поссибилисты — название одной из социалистических партий во Франции, основанной в 1882 году Полем Бруссе и Жаном Аллеманом; позднее была возглавлена Бенуа Маллоном. Находя программу Французской рабочей партии (крылом которой они изначально являлись) доктринерской, а тактику мало практической, новая партия, под именем «Fédération des travailleurs socialistes de France», поставила принципом своей тактики (согласно характеристике Брусса) добиваться «возможного» (la politique des possibilités), отсюда её название. Отстаивали идеи «муниципального социализма».
В 1882 году Рабочая партия разделилась на гедистов и поссибилистов; поссибилисты стали называться Рабочей партией социалистов-революционеров, с 1883 года — Федерацией французских трудящихся-социалистов. С 1880-х годах пытались руководить международным рабочим движением, однако большинство социалистических организаций не поддержало их. В 1889 году в Париже состоялись международный социалистический конгресс марксистов и конгресс поссибилистов.
В 1890 году поссибилисты разбились на аллеманистов и бруссистов; последние, как шедшие в деле компромиссов в области буржуазных социальных реформ гораздо далее аллеманистов, сохранили название поссибилистов.
С начала XX века поссибилисты вошли в состав Французской социалистической партии.